# Camilo Cybo
Camilo Cybo-Malaspina, muitas vezes chamado apenas Camilo Cybo (em italiano:  Camillo Cybo-Malaspina ou Camillo Cybo, Massa, 25 de Abril, de 1681 - Roma, 12 de janeiro de 1743), foi um cardeal Católico italiano, pertencente à família Cybo-Malaspina.

## Biografia

### Primeiros anos
Camilo nasce a 25 de abril de 1681, na cidade de Massa, capital do Ducado de Massa e Carrara, estado governado pela sua família, os Cybo-Malaspina, há várias gerações. Era o sexto de onze filhos nascidos do casamento de Carlos II Cybo-Malaspina, Duque soberano de Massa e Príncipe soberano de Carrara, e de sua mulher Teresa Pamphilj, sobrinha-neta do Papa Inocêncio X (Giovanni Battista Pamphilj) e irmã do cardeal Benedetto Pamphilj. Parente dos Cardeais Lorenzo Cybo de Mari (1489), Inocêncio Cibo (1513); e Alderano Cibo (1645).
Ainda jovem, foi para Roma onde deu início aos seus estudos eclesiásticos, tendo estudado na Universidade La Sapienza onde obteve o doutoramento in utroque iure a 13 de setembro de 1702. Ordenado sacerdote a 5 de julho de 1705. Foi nomeado Presidente da Câmara Apostólica a 8 de dezembro de 1705, e torna-se Clérigo da mesma Câmara e presidente dos Arquivos a 6 de agosto de 1707.
Com a morte do seu irmão mais velho, o Duque-Príncipe Alberico III Cybo-Malaspina, é o seu irmão mais novo, Alderano I Cybo-Malaspina, que vem a herdar a sucessão nos Estados da família, dado que Camilo nunca poderia assegurar sucessão legítima.[carece de fontes?]
Contudo, por documento escrito em Montefiascone a 2 de dezembro de 1715 e ratificado em Roma no ano seguinte, Alderano deixou em apanágio a Camilo os feudos e bens que possuía localizados no Reino de Nápoles e nos Estados Pontifícios.[carece de fontes?] Assim, Camilo torna-se duque de Ferentillo, duque de Ajello e barão de Paduli.
A 27 de abril de 1717 torna-se presidente della Grascia (os serviços romanos que administrava o aprovisionamento de carnes, gordura e óleos) e auditor geral da Câmara Apostólica a 29 de janeiro de 1718. Foi neste período que fez construir para si uma villa de campo próxima de Castel Gandolfo que foi posteriormente adquirida pela Câmara Apostólica.

### Desacordo com a Cúria romana e exílio voluntário
Eleito patriarca titular de Constantinopla a 11 de fevereiro de 1718. Foi consagrado Bispo, a 24 de fevereiro em Roma, pela mão do cardeal Fabrizio Paolucci. Assistente ao Trono Pontifício de 2 de março de 1718, iniciou nesse momento um período difícil dada a sua clara discordância com a Câmara Apostólica onde não consegue implementar nenhuma reforma inovadora e decide resignar retirando-se no “Eremitério das Graças” em Espoleto em 1723. Chamado a Roma pelo Papa Bento XIII, foi nomeado prefeito do Palácio Apostólico a 6 de julho de 1725. Ele lutou com os tribunais romanos primários para manter intacta sua jurisdição civil e criminal sobre os Palatinos; enfrentou em particular o cardeal Niccolò Coscia, que fingiu intervir no caso e aumentar as despesas do Palácio Apostólico. Em 1726, foi considerado o sucessor do Cardeal Paolucci como Secretário de Estado, mas a sua manifesta oposição ao aparelho administrativo pontifício fez com que fosse preterido pelo cardeal Niccolò Maria Lercari, que foi nomeado para o cargo no seu lugar.
Cibo também foi um mecenas. O compositor Pietro Locatelli dedicou-lhe em 1721 a sua primeira obra impressa, os XII Concerti grossi à Quatro è à Cinque.

### Cardinalato
Criado cardeal-presbítero no consistório de 24 de março de 1729, recebe o barrete cardinalício e o título de Santo Estêvão do Monte Celio a 28 de março desse ano, tomando depois parte no conclave de 1730 que elegeu Clemente XII. Grão-Prior da Ordem Soberana de Malta em Roma de outubro de  1730 a junho de 1731, decide nesse momento retirar-se, dedicando-se à vida privada e solitária no Eremitério de Castellone, em Gaeta. Malgrado o seu distanciamento da vida pública, teve neste período numerosas discussões com o irmão, o Duque de Massa e Príncipe de Carrara, quanto à sucessão nesses títulos. A 8 de janeiro de 1731 optou pelo cardinalício de Santa Maria del Popolo e participou no conclave de 1740, que elegeu o Papa Bento XIV. A 20 de dezembro de 1741 optou pelo título de Santa Maria degli Angeli alle Terme.

### Morte
A 12 de janeiro de 1743, às 10:30, Camilo Cybo morreu em Roma no seu palacete da Piazza Quattro Fontane com um ataque de gota. O féretro foi exposto na igreja dos Santos XII Apóstolos onde, a 14 de fevereiro de 1743, a capella papalis ocorreu. Foi sepultado na capela Cybo na Igreja de Santa Maria degli Angeli, cuja construção ele orientara em 1742. A capela ainda tem um altar para celebrações com uma lâmpada votiva que queima dia e noite em seu túmulo, tal como estipulado no seu testamento.

## Genealogia episcopal
- Cardeal Scipione Rebiba
- Cardinal Giulio Antonio Santori
- Cardeal Girolamo Bernerio, O.P.
- Arcebispo Galeazzo Sanvitale
- Cardeal Ludovico Ludovisi
- Cardeal Luigi Caetani
- Cardeal Ulderico Carpegna
- Cardeal Paluzzo Paluzzi Altieri degli Albertoni
- Cardeal Gaspare Carpegna
- Cardeal Fabrizio Paolucci
- Cardeal Camilo Cybo

## Sucessão apostólica
- Bispo Giovanni Francesco Maria Tenderini (1718)
- Bispo Raffaele Tosti (1719)
- Bispo Salvatore di Aloisio (1719)
- Bispo Francesco Riccardo Ferniani (1731)
- Bispo Giacinto Verdesca (1733)